# Rocafort (metrostation)
Rocafort is een station in het metronetwerk van Barcelona en wordt aangedaan door L1 (rode lijn). Het station ligt onder het kruispunt Gran Via de les Corts Catalanes en Carrer de Rocafort in het districtEixample in Barcelona, Spanje. Het heeft toegang vanaf beide zijden van het eerder genoemde kruispunt en de twee voetpaden van Carrer de Calàbria die kruist met de Gran Via. Dit station is gebouwd in 1926 als onderdeel van het originele Ferrocarril Metropolità Transversal, tegenwoordig lijn 1. De perrons zijn 88 meter lang.

## Lijn
- Metro van Barcelona L1

Hospital de Bellvitge · Bellvitge · Av. Carrilet · Rambla Just Oliveras · Can Serra · Florida · Torrassa · Santa Eulàlia · Mercat Nou · Plaça de Sants · Hostafrancs · Espanya · Rocafort · Urgell · Universitat · Catalunya · Urquinaona · Arc de Triomf · Marina · Glòries · Clot · Navas · La Sagrera · Fabra i Puig · Sant Andreu · Torras i Bages · Trinitat Vella · Baró de Viver · Santa Coloma · Fondo